# Dvärgpraktlav
Dvärgpraktlav (Caloplaca lobulata) är en lavart som först beskrevs av Flörke, och fick sitt nu gällande namn av Hellb. Dvärgpraktlav ingår i släktet orangelavar och familjen Teloschistaceae.  Arten är bofast och reprducerande i Sverige.Inga underarter finns listade i Catalogue of Life.